# Centre suisse de calcul scientifique
Pour les articles homonymes, voir CSCS.

Le Centre suisse de calcul scientifique (en italien Centro Svizzero di Calcolo Scientifico, CSCS) est un institut de recherche suisse dédié aux développement du calcul à haute performance.
Il gère notamment les équipements de calcul au niveau national de la Suisse, qu'il met gratuitement à disposition des scientifiques du pays. Depuis 2015 CSCS détient le superordinateur le plus puissant en Europe, Piz Daint, à une puissance crête de 16 petaFLOPS.

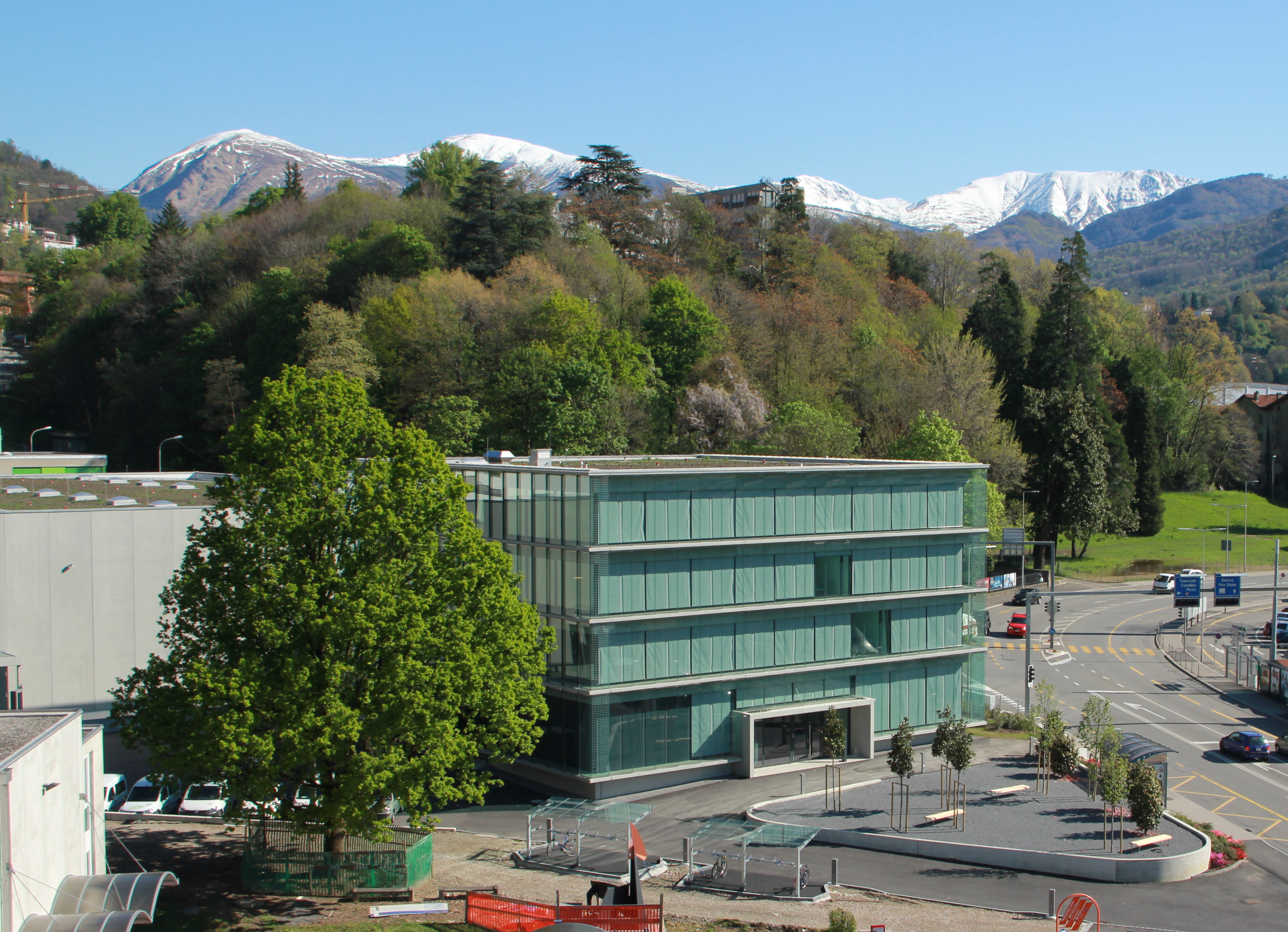
Centre suisse de calcul scientifique

Le centre a été fondé en 1991. C'est une unité autonome de l'École polytechnique fédérale de Zurich. Depuis 2012 il est installé à Lugano dans un bâtiment innovant spécialement conçu pour abriter des grands équipements de calcul. Le bâtiment de trois étages sépare verticalement les équipements de soutien, de distribution, et de calcul, et dispose d'une salle de 2000 m2 sans piliers pour placer les grands ordinateurs avec un minimum de contraintes. Les équipements sont refroidis avec l'eau provenant du lac de Lugano - solution moins énergivore que le refroidissement à l'air utilisée habituellement dans les centres de calcul.

## Activités
Le Centre suisse de calcul scientifique met ses services à disposition des autres instituts de recherche suisses, collabore avec les chercheurs en Suisse et à l'étranger et effectue des recherches dans le domaine du calcul à haute performance et des superordinateurs.

## Collaborations
- Human Brain Project